# Верховна Рада Грузинської РСР
Верховна Рада Грузинської РСР (груз. საქართველოს სსრ უმაღლესი საბჭო) — вищий орган державної влади Грузинської РСР (у 1990—1992 роках — Республіки Грузії) із 1938 по 1992 рік. Розпущена в січні 1992 року рішенням Військової Ради. Новий Парламент обрано в листопаді 1992 року.

## Скликання
- 1 скликання (1938—1946)
- 2 скликання (1947—1950)
- 3 скликання (1951—1954)
- 4 скликання (1955—1959)
- 5 скликання (1959—1962)
- 6 скликання (1963—1966)
- 7 скликання (1967—1970)
- 8 скликання (1971—1974)
- 9 скликання (1975—1979)
- 10 скликання (1980—1984)
- 11 скликання (1985—1989)
- 12 скликання (1990—1992)

## Керівництво
Голови Верховної Ради Грузинської РСР
- Кочламазашвілі Йосип Дмитрович (8 липня 1938 — 24 березня 1947)
- Гогуа Василь Барнабович (26 березня 1947 — 26 березня 1948)
- Гігошвілі Арчіл Олександрович (26 березня 1948 — 18 квітня 1951)
- Лелашвілі Михайло Михайлович (18 квітня 1951 — 6 квітня 1952)
- Джавахішвілі Гіві Дмитрович (6 квітня 1952 — 15 квітня 1953)
- Георгадзе Арчіл Дмитрович (15 квітня 1953—1954)
- Купрадзе Віктор Дмитрович (1954 — 26 квітня 1963)
- Двалі Рафаел Рафаелович (26 квітня 1963 — 12 липня 1971)
- Абашидзе Іраклій Віссаріонович (12 липня 1971 — 14 листопада 1990)

Голови Президії Верховної Ради Грузинської РСР
- Махарадзе Пилип Ієсейович (10 липня 1938 — 10 грудня 1941)
- Стуруа Георгій Федорович (3 січня 1942 — 26 березня 1948)
- Гогуа Василь Барнабович (26 березня 1948 — 6 квітня 1952)
- Чхубіанішвілі Захарій Миколайович (6 квітня 1952 — 15 квітня 1953)
- Цховребашвілі Володимир Гедеванович (15 квітня 1953 — 29 жовтня 1953)
- Чубінідзе Мирон Дмитрович (29 жовтня 1953 — 17 квітня 1959)
- Дзоценідзе Георгій Самсонович (18 квітня 1959 — 26 січня 1976)
- Гілашвілі Павло Георгійович (26 січня 1976 — 29 березня 1989)
- Черкезія Отар Євтіхійович (29 березня 1989 — 17 листопада 1989)
- Гумбарідзе Гіві Григорович (17 листопада 1989 — 14 листопада 1990)

Голови Верховної Ради Республіки Грузії
У листопаді 1990 року посаду Голови Президії Верховної Ради було скасовано, а його функції передано Голові Верховної Ради. Таким чином, при схожій назві, посада Голови Верховної Ради Грузії в 1990—1991 роках. за змістом вельми відрізнялася від однойменної посади до 1990 року.
- Гамсахурдіа Звіад Костянтинович (14 листопада 1990 — 14 квітня 1991)
- Асатіані Акакій Торникович (18 квітня 1991 — 6 січня 1992)